# Nights of the Dead, Legacy of the Beast: Live in Mexico City
Nights of the Dead, Legacy of the Beast: Live in Mexico City – trzynasty album koncertowy brytyjskiej formacji Iron Maiden opublikowany 20 listopada 2020 roku. Dwupłytowy zestaw przyniósł ponad sto minut muzyki, zarejestrowanej podczas trzech wyprzedanych, stadionowych koncertów w Meksyku (27, 29, 30 września 2019 - Palacio de los Deportes) dla łącznego audytorium szacowanego na około 78 tys. widzów. Wydawnictwo stanowiło kolekcjonerską pamiątkę z trasy „Legacy of the Beast World Tour 2018/19/20”, swego rodzaju namiastkę uczestnictwa w koncertach jej trzeciego etapu (zaplanowanego na 2020 rok) który został ostatecznie odwołany w dobie eskalacji pandemii koronawirusa. Album przyniósł koncertową wersję utworu "For the Greater Good of God" po raz pierwszy opublikowaną oficjalnie. Zawierał również kilka kompozycji, które nie były grane na żywo od lat: "Sign of the Cross", "The Clansman", "Where Eagles Dare" czy "Flight of Icarus", który to utwór po raz ostatni był prezentowany publiczności podczas trasy "Somewhere on Tour 1986/1987". Komplikacje logistyczne związane z dystrybucją płyty stanowiły istotną przeszkodę w dobie lockdownów ogłoszonych w wielu miejscach świata. Rynkowej premierze albumu nie towarzyszyły tradycyjnie rozumiane zabiegi promocyjne (teledyski, wywiady, okładki magazynów, akcja reklamowa) mimo to płyta przeznaczona dla najbardziej oddanych fanów – kolekcjonerów, zajęła jedne z najwyższych pozycji na listach bestsellerów spośród wszystkich albumów koncertowych formacji. 

## Kulisy powstania
W pierwotnym zamyśle grupa nosiła się z zamiarem zarejestrowania materiału audio – wizualnego podczas jednego ze stadionowych koncertów, które miały się odbyć latem 2020 roku w Europie. Fani mieli otrzymać wysokiej jakości zapis dokumentujący spektakularną trasę. Wydarzenia związane z pandemią koronawirusa pokrzyżowały plany muzyków, zmuszając ich do odwołania oraz przełożenia na kolejny rok części koncertów. Formacja dysponowała zaledwie surowymi zapisami ze stołu mikserskiego (soundboard recordings) o wydaniu zapisu wizualnego nie było zatem mowy. W maju 2020 roku postanowiono przejrzeć zachowany materiał audio. Zdaniem Steve’a Harrisa:  Kiedy ostatnia cześć naszej trasy "Legacy" została odwołana z powodu pandemii koronawirusa, wszyscy w zespole byliśmy bardzo rozczarowani i przygnębieni, podobnie zresztą jak nasi fani. Bardzo liczyliśmy na to, by dotrzeć z tymi występami do kolejnych krajów i chociaż udało się ustalić nowe daty większości europejskich koncertów na 2021 rok, pomyśleliśmy, że przesłuchamy zapis dotychczasowych show, by sprawdzić, czy nie uda się przygotować jakiejś koncertowej pamiątki, którą wszyscy będą mogli się cieszyć. Opublikowany 20 listopada 2020 r. album koncertowy okazał się kolekcjonerską ciekawostką, której ukazanie się spowodowała potrzeba dostarczenia wydawnictwa, które podsumowywałoby trasę koncertową, tym bardziej iż los dalszych koncertów grupy stał pod znakiem zapytania. Można zatem przyjąć, iż 13 album koncertowy Brytyjczyków był produktem czasów w jakich powstał.

## Lista utworów

### Dysk 1
1. "Churchill's Speech" [wstęp] - 0:38
2. "Aces High" (z albumu Powerslave) 1984 - 4:58
3. "Where Eagles Dare" (z albumu Piece of Mind) 1983 - 5:12
4. "2 Minutes to Midnight" (z albumu Powerslave) 1984 - 5:54
5. "The Clansman" (z albumu Virtual XI) 1998 - 9:16
6. "The Trooper" (z albumu Piece of Mind) 1983 - 4:02
7. "Revelations" (z albumu Piece of Mind) 1983 - 6:32
8. "For the Greater Good of God" (z albumu A Matter of Life and Death) 2006 - 9:23
9. "The Wicker Man" (z albumu Brave New World) 2000 - 4:43

### Dysk 2
1. "Sign of the Cross" (z albumu The X Factor) 1995 - 11:00
2. "Flight of Icarus" (z albumu Piece of Mind) 1983 - 3:43
3. "Fear of the Dark" (z albumu Fear of the Dark ) 1992 - 7:46
4. "The Number of the Beast" (z albumu The Number of the Beast) 1982 - 4:59
5. "Iron Maiden" (z albumu Iron Maiden) 1980 - 5:30
6. "The Evil That Men Do" (z albumu Seventh Son of a Seventh Son) 1988 - 4:25
7. "Hallowed Be Thy Name" (z albumu The Number of the Beast) 1982 - 7:38
8. "Run to the Hills" (z albumu The Number of the Beast) 1982 - 5:07

## Personel trasy
Iron Maiden
- Bruce Dickinson – frontman
- Dave Murray – gitara
- Adrian Smith – gitara, chórki
- Janick Gers – gitara
- Steve Harris – gitara basowa, chórki
- Nicko McBrain – perkusja

Zarząd
- Rod Smallwood
- Andy Taylor
- Dave Shack

Menadżerowie
- Rick Roskin (Creative Artists Agency (Ameryka Płn.))
- John Jackson (K2 Agency Ltd. (Reszta świata))

Obsługa trasy
- Ian Day – Kierownik trasy
- John „Collie” Collins – Kierownik trasy koncertowej
- Patrick Ledwith – Kierownik produkcji
- Zeb Minto – Koordynator produkcji
- Kerry Harris – Asystent
- Ian „Evo” Evans – Merchandising
- Todd Nakamine – Rzecznik prasowy
- Howard Johnson – Rzecznik prasowy
- Martin Walker – Realizator Front of House
- Michael Mule – Realizator MON
- Mike Hackman – Inżynier systemu PA
- Ian ‘Squid’ Walsh – Technik dźwięku
- Antti Saari – Inżynier oświetlenia
- Rik Benbow – Technik sceny
- Rob Coleman – Projektant oświetlenia
- Sean Brady – Technik Adriana Smitha
- Michael Kenney – Technik Steve’a Harrisa oraz keyboard
- Charlie Charlesworth – Technik Nicko’a McBraina
- Justin Garrick – Technik Janicka Gersa
- Colin Price – Technik Dave’a Murraya
- Ashley Groom – Scenografia
- Philip Stewart – Scenografia
- Jude Aflalo – Scenografia
- Eoin McBrien – Scenografia
- Jeffrey Weir – Szef ochrony
- Natasha De Sampayo – Garderoba
- Andy Matthews – Reżyser wideo
- Nicholas Birtwistle – Realizator wideo
- Peter Lokrantz – Masażysta/ochrona
- Keith Maxwell – Pirotechnika
- Eric Muccio – Pirotechnika
- Jeremy Smith – Dyrektor załadunku
- Colette Shryane-Smith – Kierownik kateringu
- Ed Stewart-Lockhart – Koordynator komunikacji wewnętrznej
- Dick Bell – Konsultant ds. produkcji

## Listy sprzedaży
| Lista                   | Kraj              | CD | LP |
| ----------------------- | ----------------- | -- | -- |
| CAPIF                   | Argentyna         | 6  | 3  |
| ARIA Charts             | Australia         | 52 | 5  |
| Ö3 Austria Top 40       | Austria           | 9  | 4  |
| Ultratop 50             | Belgia (Flandria) | 10 | 2  |
| Ultratop 50             | Belgia (Walonia)  | 7  | 1  |
| ABPD                    | Brazylia          | 3  | 2  |
| IFPI                    | Chorwacja         | 2  | 1  |
| IFPI                    | Czechy            | 18 | 3  |
| Tracklisten             | Dania             | 41 | 5  |
| Suomen virallinen lista | Finlandia         | 2  | 2  |
| IFPI                    | Francja           | 6  | 2  |
| IFPI                    | Grecja            | 2  | 2  |
| PROMUSICAE              | Hiszpania         | 8  | 2  |
| MegaCharts              | Holandia          | 14 | 2  |
| Official Charts         | Irlandia          | 29 | 5  |
| Musicaneto              | Izrael            | 10 | 4  |
| Oricon International    | Japonia           | 10 | 3  |
| Top 200                 | Kanada            | 95 | 23 |
| AMPROFON                | Meksyk            | 1  | 1  |
| RIANZ                   | Nowa Zelandia     | 5  | 5  |
| Media Control Charts    | Niemcy            | 6  | 1  |
| VG-Lista                | Norwegia          | 12 | 2  |
| OLiS                    | Polska            | 21 | 5  |
| IFPI                    | Portugalia        | 6  | 2  |
| Billboard 200           | Stany Zjednoczone | 53 | -  |
| Top Albums Sales        | Stany Zjednoczone | 9  | -  |
| Rock Albums             | Stany Zjednoczone | 5  | -  |
| Tastemaker Albums       | Stany Zjednoczone | 3  | -  |
| Hard Rock Albums        | Stany Zjednoczone | 3  | -  |
| Vinyl Albums            | Stany Zjednoczone | 10 | -  |
| UK Albums Chart         | Szkocja           | 4  | 1  |
| Sverigetopplistan       | Szwecja           | 5  | 3  |
| Schweizer Hitparade     | Szwajcaria        | 4  | 3  |
| FIMI                    | Włochy            | 14 | 12 |
| Mahasz                  | Węgry             | 2  | 1  |
| UK Albums Chart         | Wielka Brytania   | 7  | 3  |
| World Album Chart       | Świat             | -  | 3  |